# Новая война пуговиц
«Новая война пуговиц» (фр. La Nouvelle Guerre des boutons) — французский художественный фильм 2011 года, снятый режиссёром Кристофером Барратье. Фильм снят по мотивам романа писателя Луи Перго «Война пуговиц».

## Сюжет
Действие картины происходит во время второй мировой войны в оккупированной Франции. Дети из двух соседних деревень тоже играют в войну. Главным трофеем, как и целью их войны, являются пуговицы, которые срезают у побежденных соперников. У кого будет больше пуговиц, тот и станет победителем. Виолетта, еврейская девочка, скрывается в одной из деревень, чтобы о её происхождении ничего не узнали нацисты. Лёбарк, предводитель мальчишек этой деревни, влюбляется в неё…

## В ролях
- Летиция Каста — Симона
- Гийом Кане — учитель
- Кад Мерад — Лёбарк
- Жерар Жюньо — Ацтек
- Жан Тешье — Лёбарк
- Клеман Годефруа — Пети (Маленький) Гибус
- Марк-Анри Вайнбрег — Владимир
- Теофиль Баке — Гранд (Большой) Гибус
- Франсуа Морель — отец Бакаиль
- Луи Дюссоль — Бакаиль
- Харольд Вернер — Крик
- Натан Парент — Камю
- Илона Башелье — Виолетта
- Томас Голдберг — Ацтек

## Критика
Фильм получил смешанные отзывы кинокритиков. На сайте Rotten Tomatoes фильм имеет рейтинг 26 % на основе 23 рецензий со средним баллом 4,8 из 10. На сайте Metacritic фильм имеет оценку 40 из 100 на основе 14 рецензий критиков, что соответствует статусу «смешанные или средние отзывы».